# أفيات هوسكاي

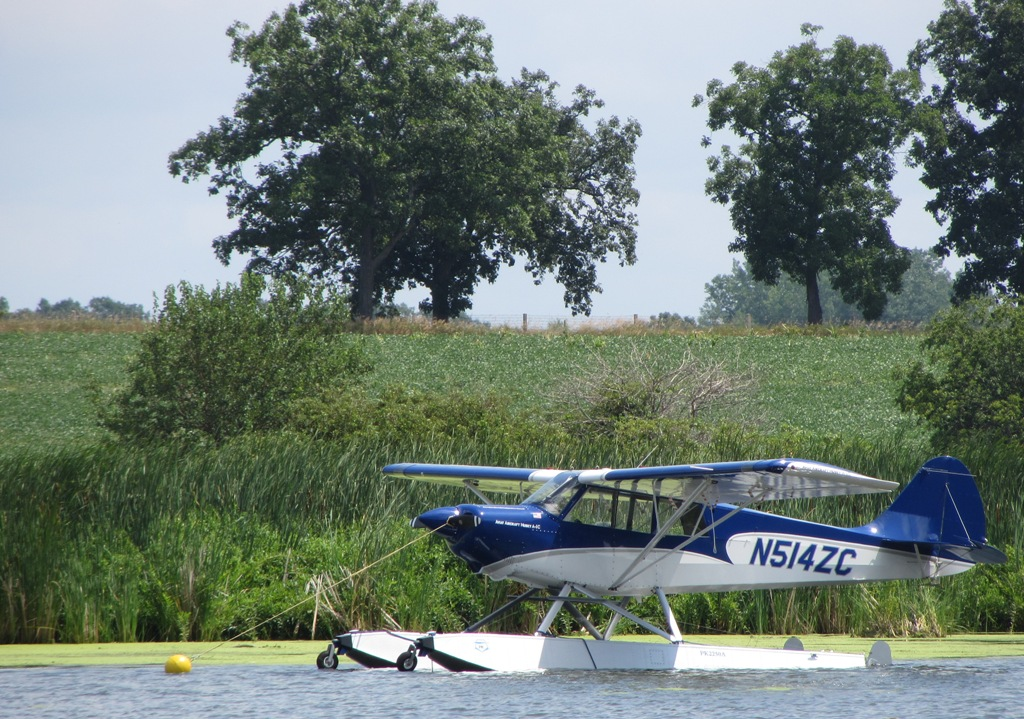
هوسكاي A-1C على العوامات

أفيات هوسكاي (Aviat Housky) هي طائرة ذات مقعدين مترادفين، مرتفعة الجناح، والمرافق، كذلك هي طائرة خفيفة صنعت من قبل «أفيات إيركرافت»  في أفتون (وايومنغ) في الولايات المتحدة.
هي من الطائرات الخفيفة والجديدة كليا التي تم تصميمها وصناعتها في منتصف وحتى أواخر الثمانينات في الولايات المتحدة.

## التطوير
صممت الطائرة من قبل «شركة كريستن» في البداية في عام 1985.هذه الطائرة إحدى  القلائل المصممة في فئتها باستخدام برنامج حاسوبي.النموذج المبدئي حلق أول مرة في 1986، ومنحت الترخيص في العام التالي.
كانت هوسكاي واحدة من أكثر تصاميم الطائرات الخفيفة مبيعا في السنوات الـ 20 الماضية، بأكثر من 650 وحدة  بيعت منذ بدأ الإنتاج.

## التصميم
تتميز هوسكاي بالأجنحة المرتفعة في حالة إستعداد، وأماكن الجلوس المترادفة وكذلك أجهزة التحكم المزدوجة. صنع الهيكل من أنابيب الفولاذ الصلب وبولي إيثيلين تيرفثالات (داركون) التي تغطي معظم جسم الطائرة في الخلف، بالإضافة إلى الحواف الأمامية المعدنية على الأجنحة. وقد تم اختيار الجناح العالي لتحسين الرؤية الشاملة، مما يجعل الهوسكاي مثالية  للمراقبة والحراسة الدورية، ويتم تزويد الطاقة عن طريق القوة النسبية (لوزن الهوسكاي) 180 حصان (134 كلوواط)  في محرك (Textron Lycoming O-360)  محرك متردد رباعي الأسطوانات   بسرعة مروحة ثابتة،  في عام 2015  تمت الموافقة على مروحة «أم تي»  بموجب نوع الشهادة التكميلية للتحكم بشكل أفضل أثناء عمليات المياه باستخدام الطائرة العائمة. الهوسكاي ذات القدرة العالية إلى نسبة الوزن (power-to-weight ratio) والجناح المنخفض تعطي نتيجة  بحسن الأداء الميداني القصير.
وتشمل الخيارات المتاحة العوامات، الزلاجات، الراية، طائرة الشراعية  و خطافات الجر.

## التاريخ العملي
استخدمت الوسكاي في مهام المراقبة، صيد السمك، فحص خطوط الأنابيب، قطر الطائرات الشراعية، حراسة الحدود، ومهمات المساعدة الأخرى. المستخدمين البارزين لها هم وزارة الداخلية الأمريكية و وزارة الزراعة الأمريكيةو كذلك خدمة الحياة البرية في كينيا، التي تحلق لسبعة دوريات جوية لمراقبة قطعان الفيلة  كجزء من مكافحة الصيد غير المشروع من أجل العاج.

## الخيارات

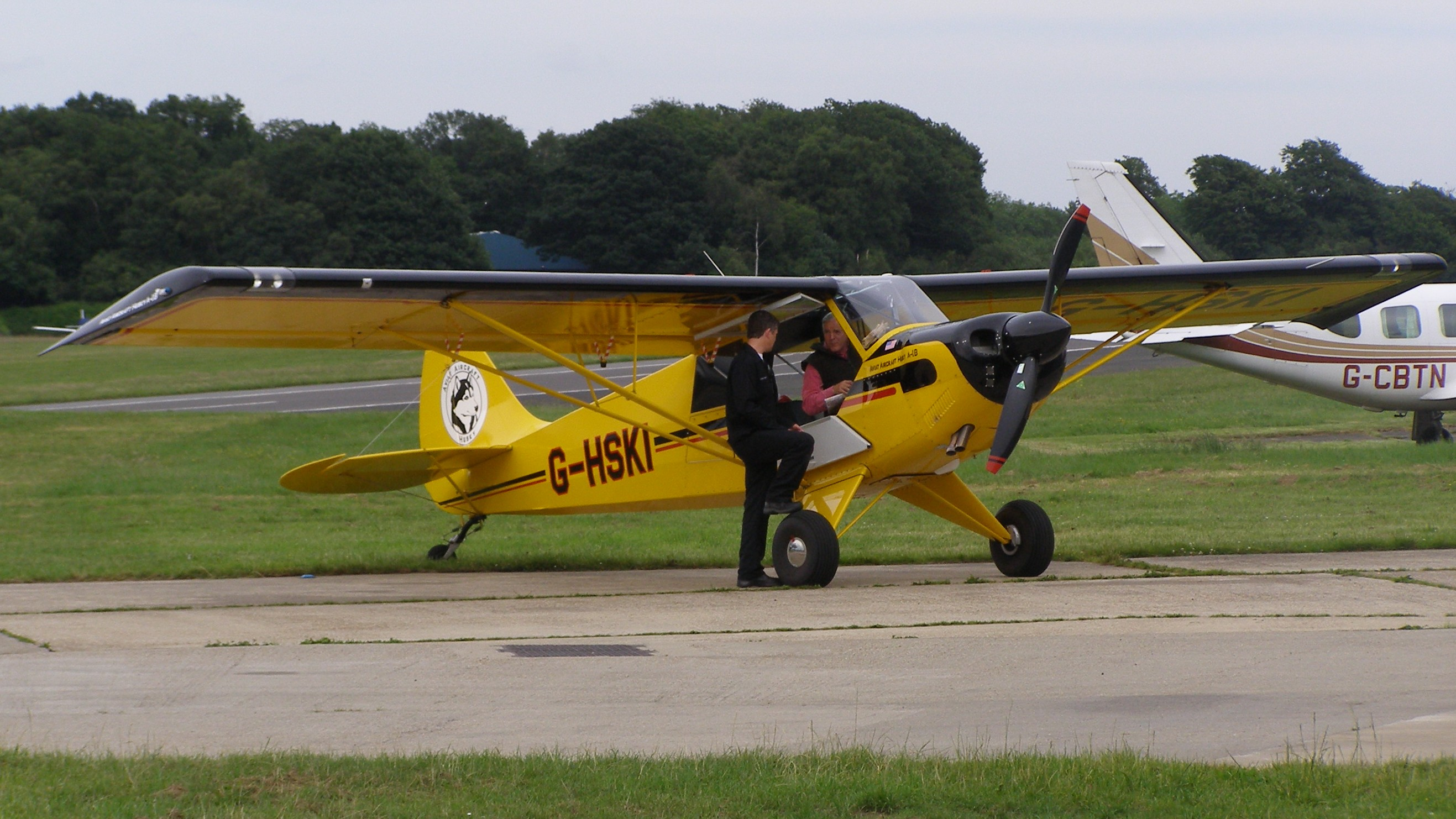
2005-بنيت A-1B هوسكاي في بيغين هيل، تعديل بـ 200 حصان (149 كيلو واط) محرك Lycoming IO-360-A1D6

تأتي الهوسكاي في أربعة خيارات:
هوسكاي A-1 
المرخصة في 1 ماي 1987. الحد الأقصى للوزن الإجمالي هو 1800 رطل (816 كغ). مدعوم بمحرك Lycoming 0-360-A1P أو Lycoming O-360-C1G من 180 حصان (134 كيلو واط)
هوسكاي A-1A
المرخصة في 28 جانفي 1998. الحد الأقصى للوزن الإجمالي هو 1890 رطل (857 كجم). مدعوم بمحرك  Lycoming 0-360-A1P من 180 حصان (134 كيلوواط).

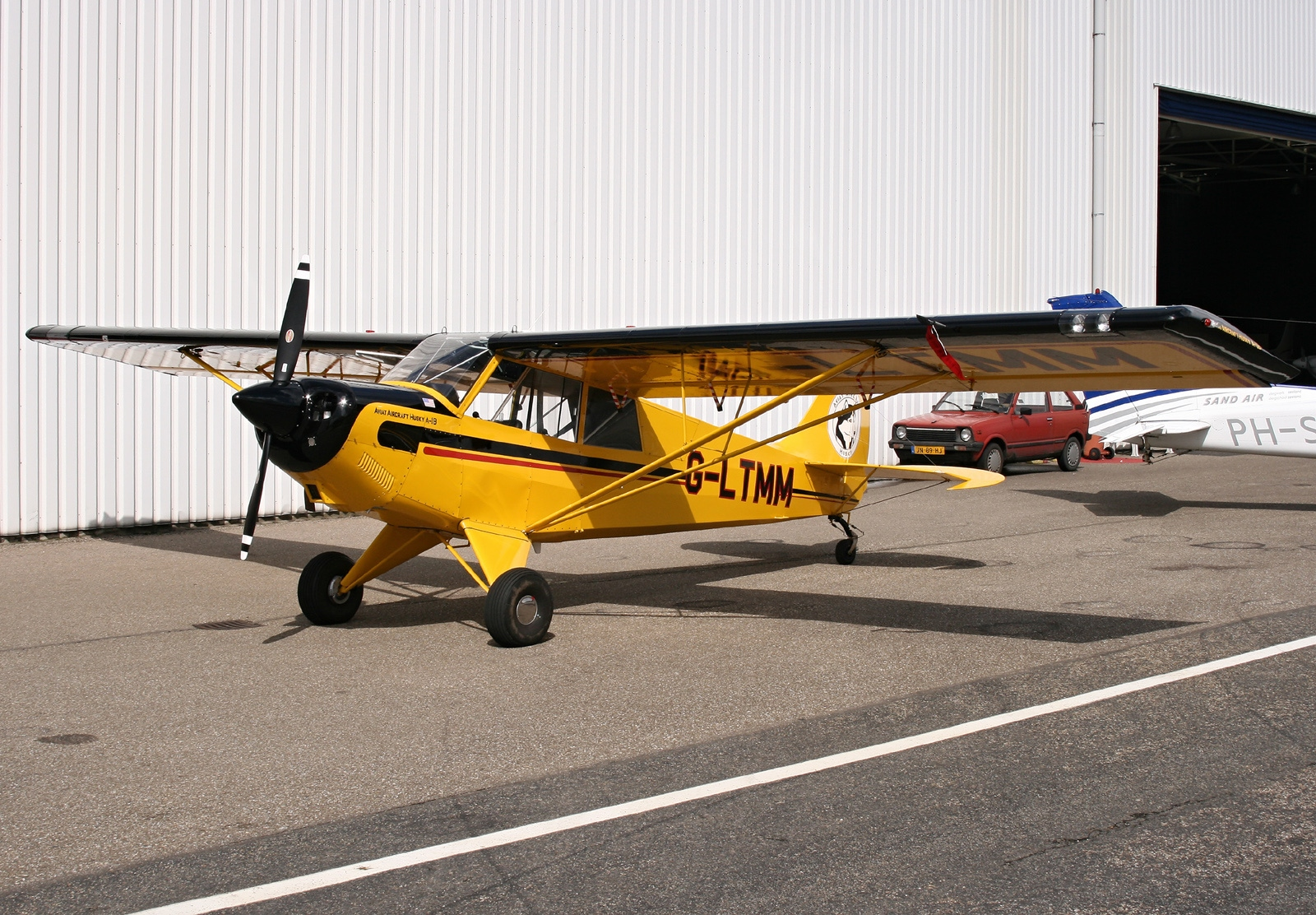
أفيات A-1B هوسكي

هوسكاي A-1B
المرخصة في 28 يناير 1998. مدعوم بمحرك Lycoming 0-360-A1P من 180 حصان (134 كيلوواط) ،  وA-1B يمكن تعديلها حيث يمكن إضافة محرك Lycoming IO-360-A1D6 من 200 حصان (149 كيلوواط)، و MT MTV-15-B / 205-58 المروحة تحت رخصة (STC)أس تي سي.
هوسكاي A-1B-160 بوب
المرخصة في 18 آوت 2003 دون رفرافات و21 أكتوبر 2005 مع الرفرافات. مدعوم بمحرك Lycoming 0-320-D2A، 160 حصانا (119 كيلو واط). البوب يحتوي على محرك أصغر، والوزن الإجمالي من 2000 رطل (907 كجم) وحمولة مفيدة من 775 رطل (352 كجم)

هوسكاي A-1C-180

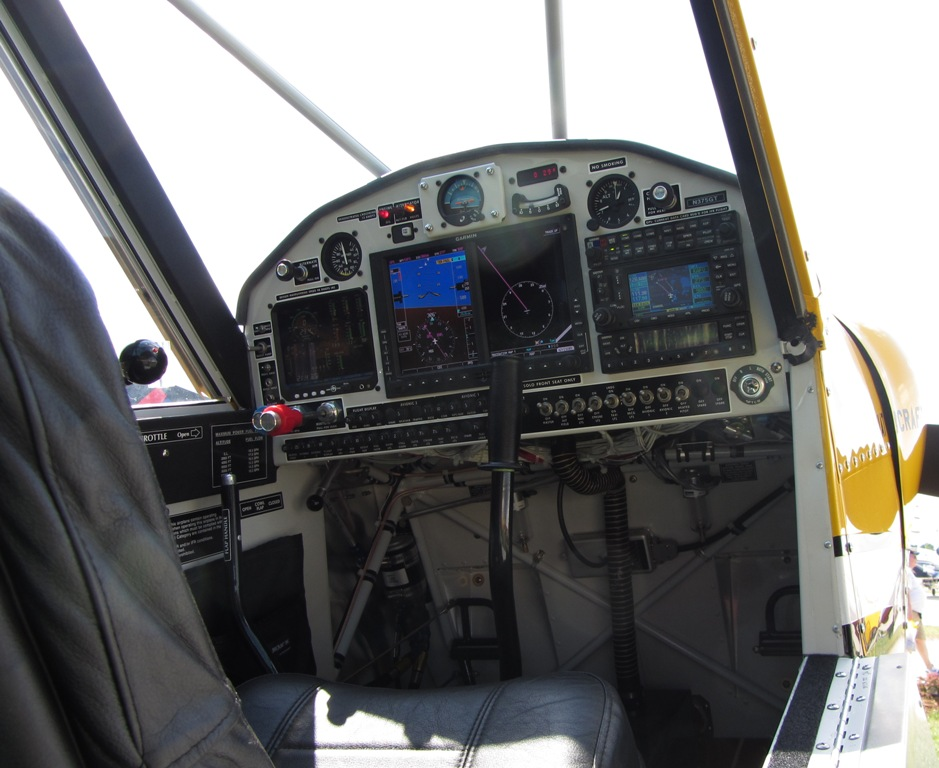
غارمين تجهيزات A-1C قمرة القيادة

المرخصة في 24 سبتمبر 2007. مدعوم بمحرك Lycoming 0-360-A1P من 180 حصان (134 كيلوواط). 180 والوزن الإجمالي من 2200 رطل (998 كجم) وحمولة مفيدة من 925 رطل (420 كجم)

هوسكاي A-1C-200
المرخصة في 24 سبتمبر 2007. مدعوم بمحرك Lycoming IO-360-A1D6 من 200 حصان (149 كيلوواط). 200 والوزن الإجمالي من 2200 رطل (998 كجم) وحمولة مفيدة من 880 رطل (399 كجم)

## مواصفات (A-1C هوسكاي)
البيانات من Aviat website
الخصائص العامة
- طاقم: واحد
- سعة: راكب واحد
- طول: 22 قدم 7 بوصة (6.88 م)
- باع الجناح: 35 قدم 6 بوصة (10.82 م)
- مساحة الجناح: 183 قدم2 (17.0 م2)
- الوزن فارغة: 1,275 رطل (578 كـغ) على عجلات
- الوزن الإجمالي: 2,200 رطل (998 كـغ) على عجلات والعوامات
- سعة الوقود: 50 جالون (190 ليتر)
- محركات: 1 × Lycoming O-360-A1P رباعي الأسطوانات, محرك رباعي الأشواط أسطوانة محرك الطائرة, 180 حصان (130 كـو)
- مراوح: 2-ريشة Hartzell Propeller, 6 قدم 4 بوصة (1.93 م) diameter

أداء
- السرعة القصوى: 145 ميل/س (233 كم/س؛ 126 عقدة)
- سرعة العبور: 140 ميل/س (122 عقدة؛ 225 كم/س)
- Stall speed: 53 ميل/س (46 عقدة؛ 85 كم/س) رفرفات سفلية، خارج التشغيل
- مدى: 800 ميل (695 nmi؛ 1,287 كـم) في 55% قوة
- سقف الخدمة: 20,000 قدم (6,096 م)
- معدل الصعود: 1,500 قدم/د (7.6 م/ث)

إلكترونيات الطيران

- VHF comm radio *Transponder *نظام التموضع العالمي optional